# 水上飛行場

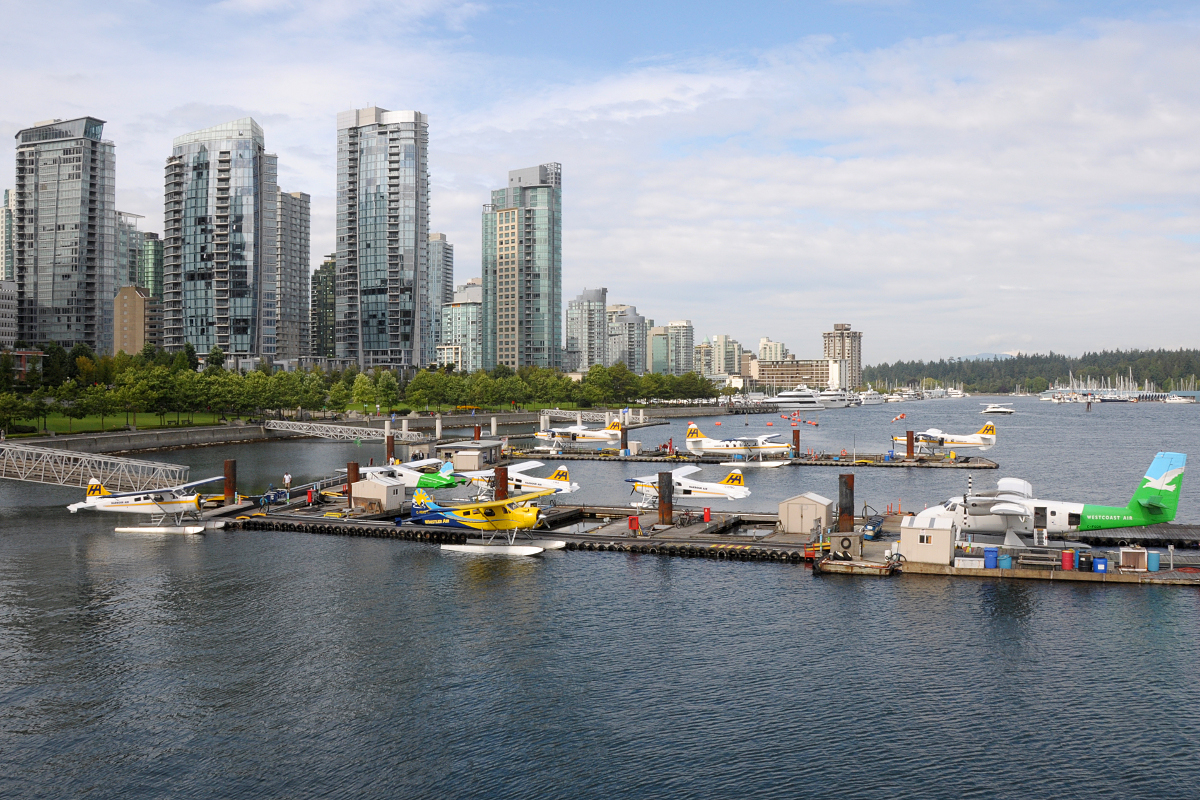
バンクーバー・ハーバー水上空港。2011年撮影。

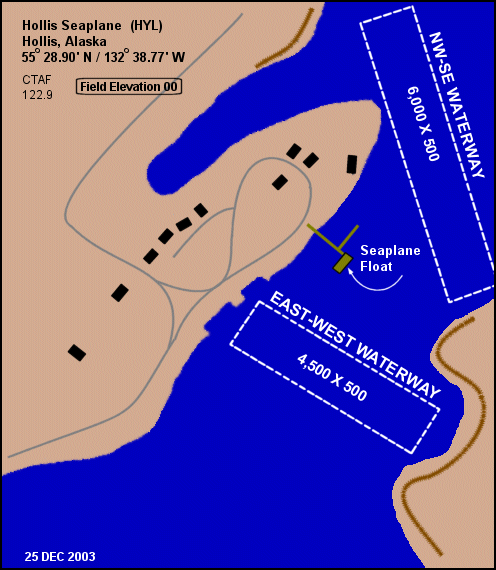
アメリカ合衆国アラスカ州のホリス水上機基地の配置図。水面に2本の滑走用区画が設定されている。

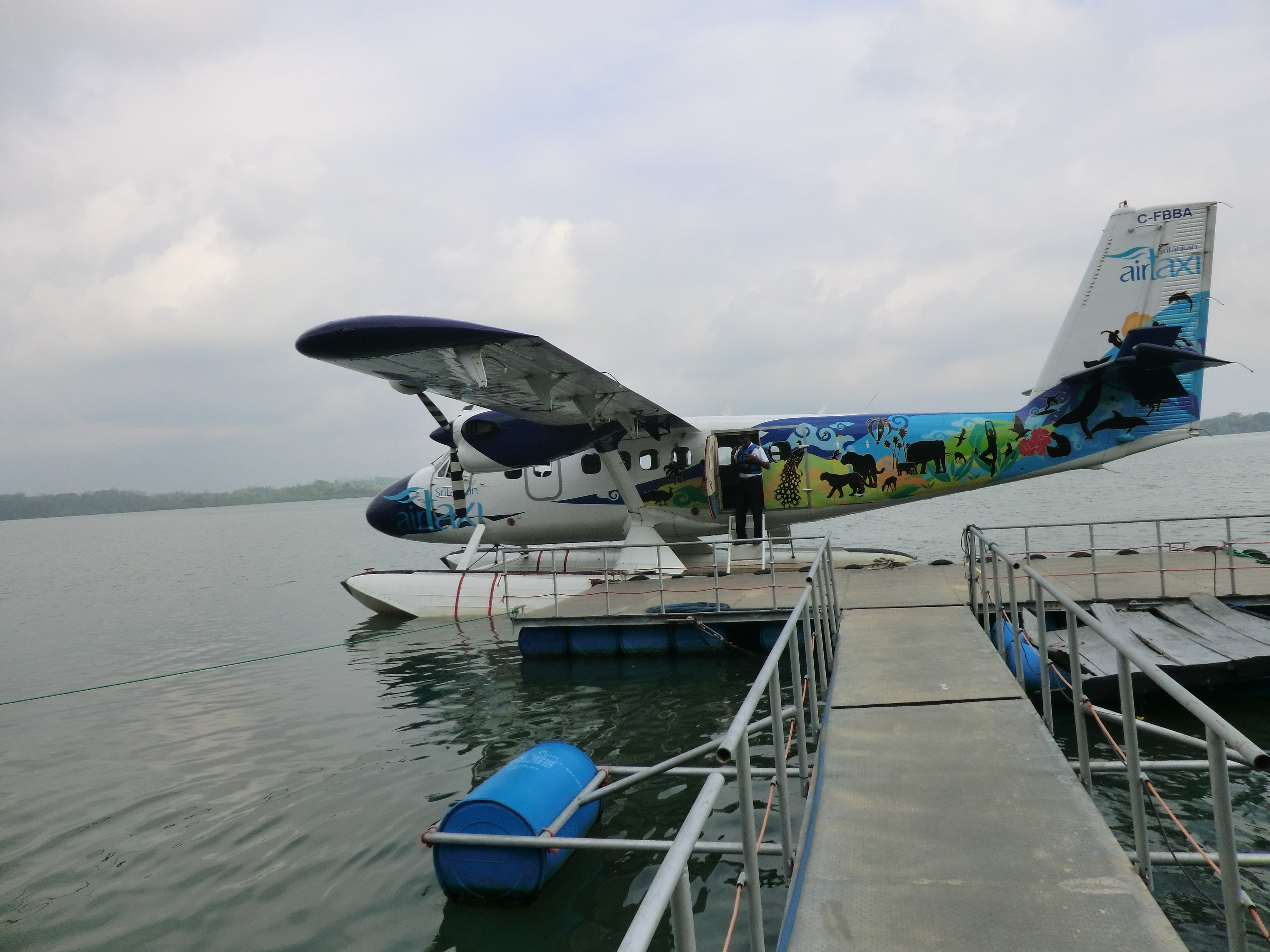
接岸中のスリランカ航空のエアタクシー用の水上機。2012年撮影。

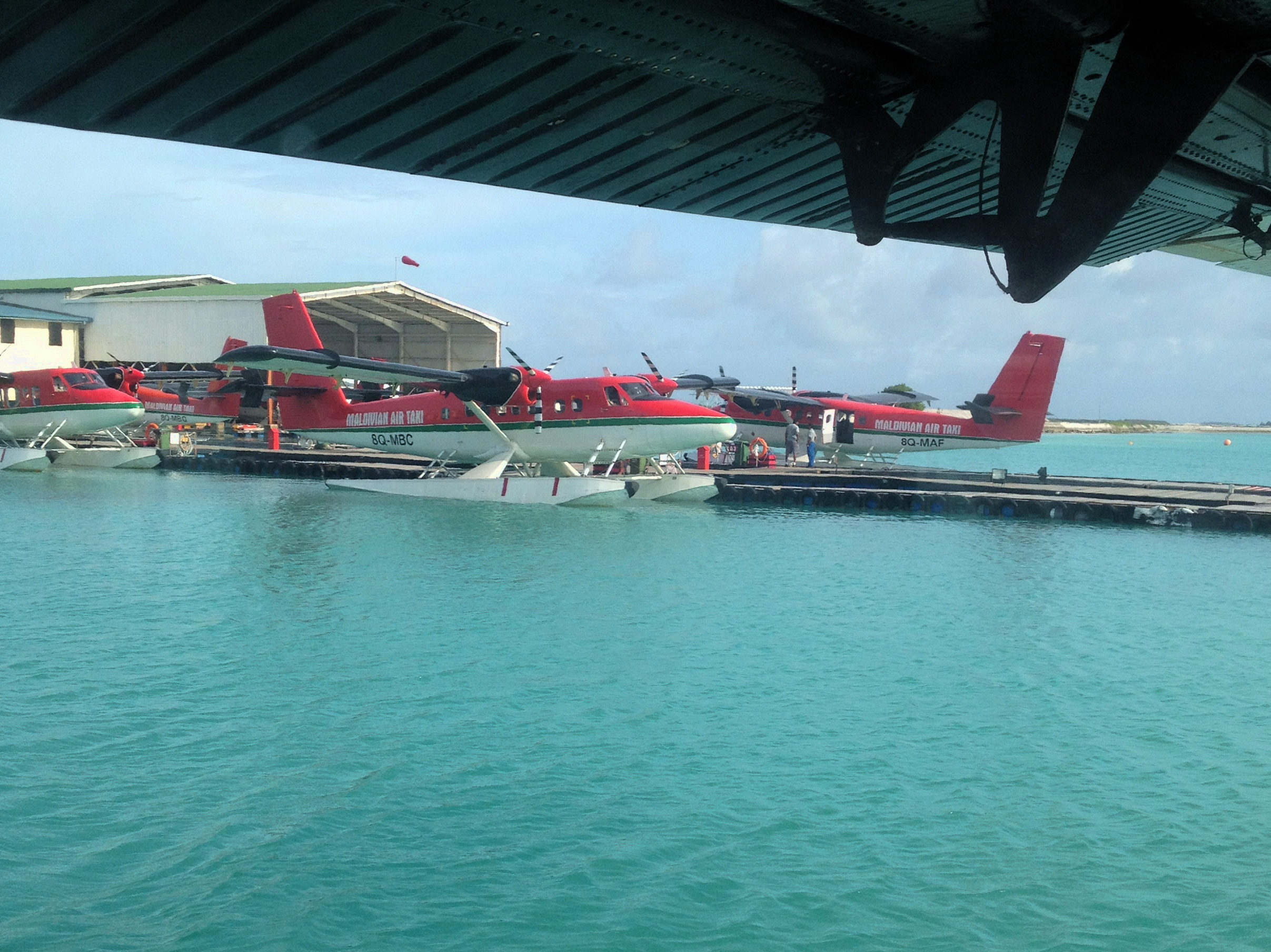
接岸中のモルディビアン・エアタクシーの水上機。2013年撮影。

水上飛行場（すいじょうひこうじょう、英語: Water aerodrome）は、水面を滑走路として利用し、水上機と総称される何らかの浮体を装備した飛行機の発着を行う飛行場。水上空港（すいじょうくうこう）、水上機用空港（すいじょうきようくうこう、英語: Water Airport）、水上機基地（すいじょうききち、英語: Seaplane base）と称されることもある。

## 概要
2000年代はじめの時点で、水上飛行場に就航する定期航路が存在するのは、アメリカ合衆国北部やカナダ、また、カリブ海のバハマに限られているが、他方ではチャーター便の運航が行われている地域はより広くなり、上記のほか、他のカリブ海諸国や、南太平洋諸国、モルディブなどの島嶼国家に加え、ヨーロッパでも地中海地域や北欧に水上飛行場が存在しているとされた。特にカナダ南西部や北部では、海面や湖沼などを利用した、定期便の就航する水上飛行場が多くある。他方では熱帯の島嶼部などでは、珊瑚礁が形成する浅瀬が多く、通常の空港を建設したり、船着場を整備する場合に比べて水上飛行場の整備は、経済的負担も環境への負荷も小さいとされ、遊覧飛行などに利用される水上飛行場が多く見られる。また、中にはゼネラル・アビエーションにも提供されている水上飛行場もある。
地域によっては、水上機によるエアタクシーのサービスもおこなわれている。

## 日本の水上飛行場
日本でも、第二次世界大戦前や、戦後も1960年代ころまでは、西日本を中心に水上機による航空輸送がおこなわれており、水上飛行場が設定される例も各地にあった。しかし各地への空港の整備が進み、航空機が大型化してジェット機が一般化したことで、プロペラ機であることが前提となる水上機はほとんど姿を消した。
航空法第七十九条は、「航空機（国土交通省令で定める航空機を除く。）は、陸上にあつては空港等以外の場所において、水上にあつては国土交通省令で定める場所において、離陸し、又は着陸してはならない。ただし、国土交通大臣の許可を受けた場合は、この限りでない。」と定めているが、離着陸が禁じられる場所を定めた国土交通省令は存在していない。このため、水上機は水上空港によらずとも、あらゆる水面に離着水が可能と解釈されているが、船舶の運航との安全面からの調整などは、法整備がなされていない。
また、航空法施行規則などは、水上飛行場に必要とされる設備等に関して詳細な規定を設けておらず、今後実際に本格的な水上飛行場を開設運営しようとする場合には、法整備が必要になるものと考えられている。
日本大学理工学部の轟朝幸らを中心とする「東日本復興水上空港ネットワーク構想研究会」は、2011年の東日本大震災の被災地域の特性に着目し、水上機の活用を視野に入れた様々な研究を展開している。

## 水上飛行場の例

### アメリカ合衆国
- フッド湖水上飛行場 - アラスカ州

### カナダ
- バンクーバー・ハーバー水上空港 - ブリティッシュコロンビア州 - 規模の大きな事例
- ハチェット湖水上飛行場 - サスカチュワン州 - 規模の小さな事例

### 日本
- オノミチフローティングポート（広島県尾道市浦崎町）
- なかうみスカイポート（島根県松江市上宇部尾町）

かつて存在した水上飛行場
- 根岸飛行場 - 神奈川県
- 名島水上飛行場 - 福岡県